# Ergavia stigmaria
Ergavia stigmaria är en fjärilsart som beskrevs av Walker 1860. Ergavia stigmaria ingår i släktet Ergavia och familjen mätare. Inga underarter finns listade i Catalogue of Life.